# Цар-зілля Палляса
Цар-зілля Палляса, дельфіній Палласа Delphinium pallasii (syn. Delphinium fissum subsp. pallasii) — вид квіткових рослин з родини жовтецевих (Ranunculaceae).

## Біоморфологічна характеристика
Багаторічна трав'яниста рослина 50–100 см заввишки, з бульбокореневищами. Стебло прямовисне, б.-м. округле, напіврозеткове, густо запушене. Усі стеблові листки б.-м. на довгих ніжках. Квітки сині, зібрані у вузькі довгі китиці. Чашолистки на верхівці тупі. Цвітіння: червень і липень.

## Поширення
Поширення: Україна, Грузія.
В Україні вид росте у лісах, на узліссях, кам'янистих схилах — у Криму. У ЧКУ має статус «рідкісний».